# Le Lorey
Le Lorey és un municipi francès situat al departament de la Manche i a la regió de Normandia. L'any 2007 tenia 591 habitants.

## Demografia

### Població
El 2007 la població de fet de Le Lorey era de 591 persones. Hi havia 220 famílies de les quals 44 eren unipersonals (20 homes vivint sols i 24 dones vivint soles), 60 parelles sense fills, 96 parelles amb fills i 20 famílies monoparentals amb fills.
La població ha evolucionat segons el següent gràfic:
Habitants censats

### Habitatges
El 2007 hi havia 256 habitatges, 221 eren l'habitatge principal de la família, 25 eren segones residències i 10 estaven desocupats. 253 eren cases i 2 eren apartaments. Dels 221 habitatges principals, 171 estaven ocupats pels seus propietaris, 47 estaven llogats i ocupats pels llogaters i 3 estaven cedits a títol gratuït; 6 tenien dues cambres, 15 en tenien tres, 54 en tenien quatre i 146 en tenien cinc o més. 162 habitatges disposaven pel capbaix d'una plaça de pàrquing. A 77 habitatges hi havia un automòbil i a 127 n'hi havia dos o més.

### Piràmide de població
La piràmide de població per edats i sexe el 2009 era:
| Homes | Edats   | Dones |
| ----- | ------- | ----- |
| 0     | 95 o +  | 0     |
| 0     | 90 a 94 | 0     |
| 0     | 85 a 89 | 0     |
| 4     | 80 a 84 | 0     |
| 16    | 75 a 79 | 32    |
| 8     | 70 a 74 | 8     |
| 12    | 65 a 69 | 8     |
| 4     | 60 a 64 | 16    |
| 12    | 55 a 59 | 4     |
| 24    | 50 a 54 | 16    |
| 24    | 45 a 49 | 12    |
| 20    | 40 a 44 | 28    |
| 36    | 35 a 39 | 4     |
| 8     | 30 a 34 | 20    |
| 20    | 25 a 29 | 20    |
| 8     | 20 a 24 | 12    |
| 20    | 15 a 19 | 20    |
| 32    | 10 a 14 | 24    |
| 28    | 5 a 9   | 8     |
| 24    | 0 a 4   | 20    |

## Economia
El 2007 la població en edat de treballar era de 380 persones, 292 eren actives i 88 eren inactives. De les 292 persones actives 270 estaven ocupades (155 homes i 115 dones) i 22 estaven aturades (9 homes i 13 dones). De les 88 persones inactives 34 estaven jubilades, 36 estaven estudiant i 18 estaven classificades com a «altres inactius».

### Ingressos
El 2009 a Le Lorey hi havia 231 unitats fiscals que integraven 613 persones, la mediana anual d'ingressos fiscals per persona era de 15.747 €.

### Activitats econòmiques
Dels 14 establiments que hi havia el 2007, 2 eren d'empreses de fabricació d'altres productes industrials, 4 d'empreses de construcció, 4 d'empreses de comerç i reparació d'automòbils, 2 d'empreses d'hostatgeria i restauració, 1 d'una empresa d'informació i comunicació i 1 d'una empresa financera.
Dels 5 establiments de servei als particulars que hi havia el 2009, 1 era una oficina bancària, 2 fusteries, 1 electricista i 1 restaurant.
L'any 2000 a Le Lorey hi havia 58 explotacions agrícoles que ocupaven un total de 972 hectàrees.

## Equipaments sanitaris i escolars
El 2009 hi havia una escola elemental integrada dins d'un grup escolar amb les comunes properes formant una escola dispersa.

## Poblacions més properes
El següent diagrama mostra les poblacions més properes.